# 2019–2020-as magyar gyeplabdabajnokság
A 2019–2020-as magyar gyeplabdabajnokság a kilencvenedik gyeplabdabajnokság volt. A bajnokságban négy csapat indult el, a csapatok két kört játszottak volna, de a koronavírus-járvány miatt a bajnokságot félbeszakították.

## Tabella
| #  | Csapat                     | M | Gy | D | V | G+ | G- | P |
| -- | -------------------------- | - | -- | - | - | -- | -- | - |
| 1. | Soroksári HC               | 3 | 2  | 1 | 0 | 18 | 2  | 7 |
| 2. | Építők HC                  | 3 | 2  | 1 | 0 | 10 | 2  | 7 |
| 3. | Szt. László DSE            | 3 | 1  | 0 | 2 | 4  | 9  | 3 |
| 4. | Grassalkovich Soroksári HC | 3 | 0  | 0 | 3 | 1  | 20 | 0 |

* M: Mérkőzés Gy: Győzelem D: Döntetlen V: Vereség G+: Ütött gól G-: Kapott gól P: Pont